# Marktheidenfeld
Marktheidenfeld est une ville allemande située en Bavière, dans l'arrondissement de Main-Spessart et le district de Basse-Franconie.

## Géographie

Situation de Marktheidenfeld dans l'arrondissement de Main-Spessart

Marktheidenfeld est située dans le sud du massif du Spessart (point culminant, Geiersberg : 586 m d'altitude), sur les rives du Main, à 20 km à l'ouest de Wurtzbourg.
La ville, bien que n'en faisant pas partie, est le siège de la communauté administrative de Marktheidenfeld qui regroupent 9 communes : Birkenfeld, Bischbrunn, Erlenbach bei Marktheidenfeld, Esselbach, Hafenlohr, Karbach, Roden et Rothenfels pour une population de 15 067 habitants en 2005 et une superficie de 148,90 km2.
Plusieurs communes ont été incorporées à la ville de Marktheidenfeld :
- Glasofen en 1972 ;
- Zimmern en 1974 ;
- Marienbrunn en 1975 ;
- Altfeld, Michelrieth et Oberwittbach en 1978.

## Histoire
Marktheidenfeld a probablement été fondée lors de la colonisation de la Franconie par les Francs au VIIIe siècle mais la première mention écrite date de 855 dans la liste des établissements dépendant de l'abbaye de Fulda.
En 1397 est fait mention du titre de ville attribué à Marktheidenfeld. La ville appartient alors au comté de Wertheim. Entre 1522 et 1530, la Réforme protestante est introduite.
La ville est intégrée aux possessions de l'évêché de Wurtzbourg, centre de la Contre-Réforme, en 1612 et rejoint le royaume de Bavière en 1814.
Marktheidenfeld devient alors le chef-lieu d'un arrondissement qui existera jusqu'en 1960.
En 1910, l'arrondissement de Marktheidenfeld, très majoritairement catholique (plus de 75 %), compte 31 455 habitants et 30 064 habitants en 1933, avec une petite communauté juive de 176 personnes.
Après la Seconde Guerre mondiale, en 1950, et du fait de l'afflux de réfugiés venant des grandes villes bombardées, l'arrondissement compte 40 706 habitants. 6 600 réfugiés peuplent encore l'arrondissement en 1960, sur une population totale de 39 700 personnes.

## Démographie
Population de la ville de Marktheidenfeld seule :
| 1720  | 1910  | 1925  | 1933  | 1939  | 1946  | 1970  | 2005  | 2008  |
| ----- | ----- | ----- | ----- | ----- | ----- | ----- | ----- | ----- |
| 1 100 | 1 973 | 2 030 | 2 232 | 2 699 | 4 302 | 8 364 | 9 034 | 8 803 |

Population de Marktheidenfeld dans ses limites actuelles :
| 1910  | 1933  | 1939  | 1987  | 2000   | 2005   | 2009   |
| ----- | ----- | ----- | ----- | ------ | ------ | ------ |
| 3 674 | 4 005 | 4 441 | 9 421 | 10 803 | 11 521 | 10 865 |

## Tourisme
Marktheidenfeld est une ville pittoresque qui possède plusieurs atouts : de nombreuses maisons traditionnelles à colombages, une promenade au bord du Main.

### Monuments

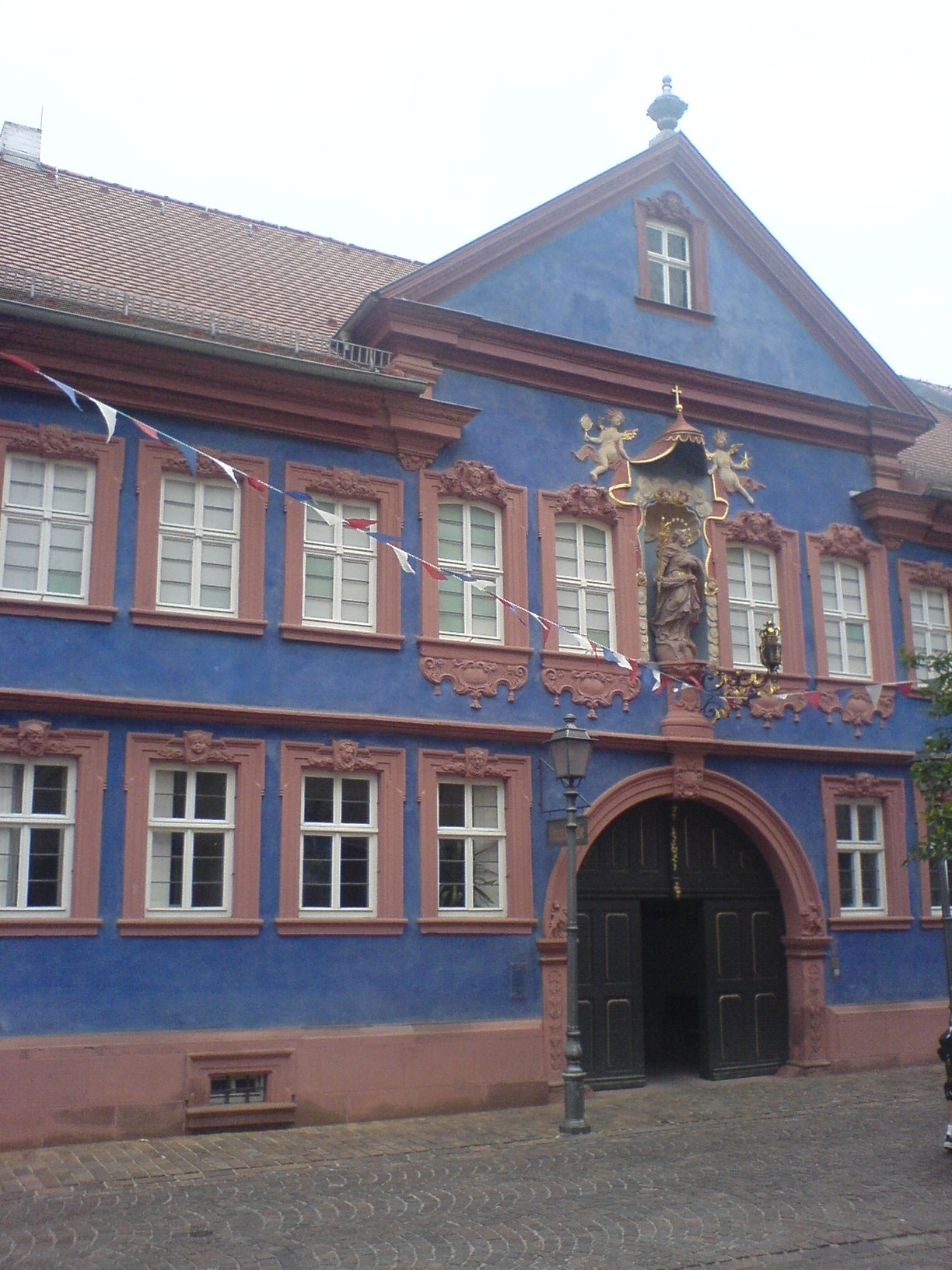
La maison Franck

- Place du Marché (Marktplatz) aux maisons typiques ;
- Maison Franck (Franck-Haus), maison bourgeoise de style baroque datant de 1745, espace municipal d'expositions de nos jours ;
- Église Saint-Laurent (St-Laurentius-Kirche), datant du XIIIe siècle, mélange de style roman, gothique, baroque ;
- Pont sur le Main (Alte Mainbrücke), ouvert en 1845.

## Jumelages
- Montfort-sur-Meu (France) depuis 1988 dans le département d'Ille-et-Vilaine, en Bretagne.
- Germantown (en) (États-Unis) depuis 1980, dans l'Ohio.
- Comté de Taitung (Taïwan) depuis 1985.
- Pobiedziska (Pologne) depuis 2007, en Grande-Pologne.